# Parque natural municipal Lote C Huerto Municipal
El parque Lote C Huerto Municipal es un área natural protegida ubicada en la localidad de Puerto Esperanza, en el departamento Iguazú, en la provincia de provincia de Misiones, en la mesopotamia argentina.
Se creó mediante la Ordenanza Municipal n.º 44 del año 1995 y la disposición n.º 7 del Ministerio de Ecología y Recursos Naturales Renovables.
La finalidad del parque es preservar una superficie de 83 ha, aproximadamente en torno a la posición 25°58′S 54°37′O / -25.967, -54.617, que conserva las características propias de la selva paranaense y actúa como área de amortiguación del parque provincial Esperanza.

## Flora y fauna
El parque municipal presenta muchas de las características del inmediato parque provincial Esperanza.

La presencia de aves es significativa. En la localidad se ha observado la presencia de ejemplares de taguató común (Rupornis magnirostris), halconcito colorado (Falco sparverius), pirincho (Guira guira) y cabecitanegra común (Spinus magellanicus).